# Forbes-lijst van machtigste mensen

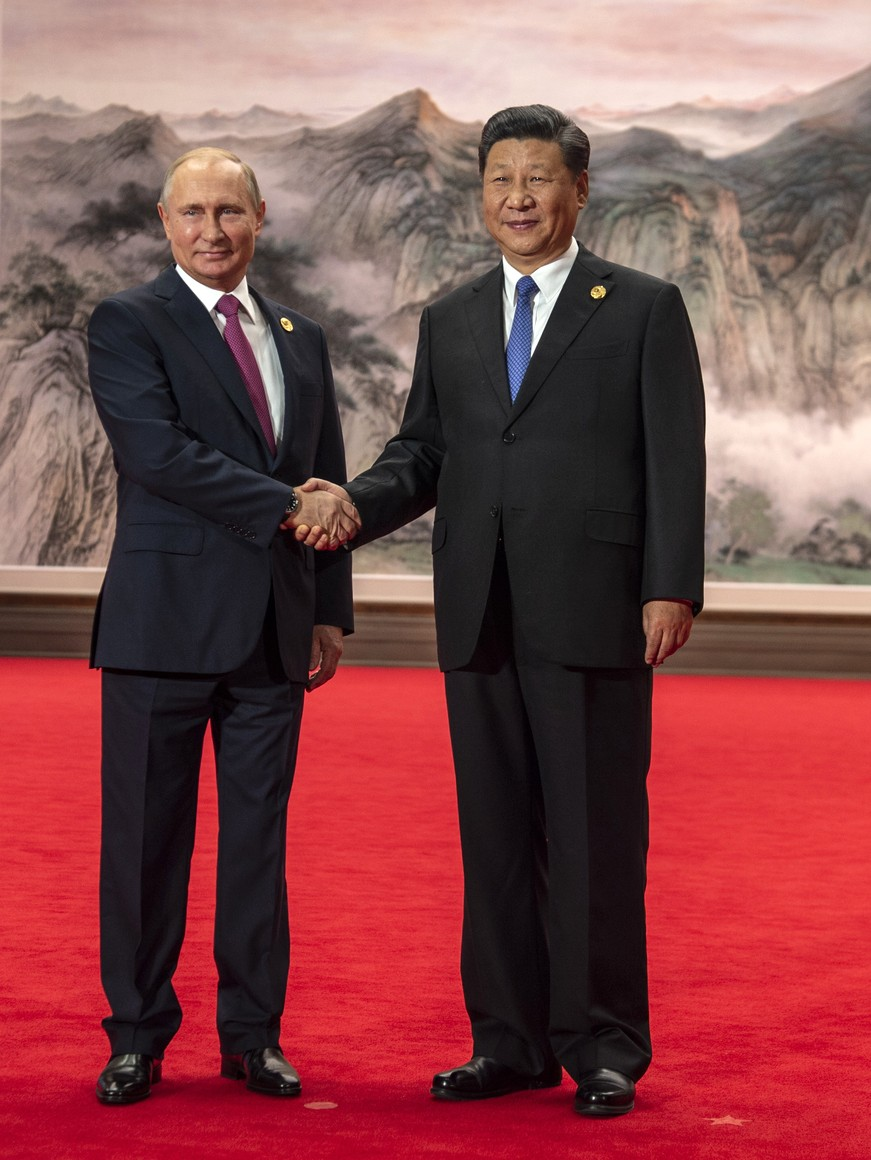
Vladimir Poetin en Xi Jinping in 2018.

De Forbes-lijst van de machtigste mensen in de wereld (Engels: the world's most powerful people) is een ranglijst van het Amerikaanse zakentijdschrift Forbes. Hij werd jaarlijks gepubliceerd tussen 2009 en 2018, behalve in 2017. Forbes publiceert ook een jaarlijkse lijst van machtigste vrouwen.
De lijst telt één persoon per 100 miljoen mensen op de wereld. In 2018 waren er ongeveer 7,5 miljard mensen en dus stonden er 75 in de lijst. Om de volgorde te bepalen werd gekeken hoeveel mensen, vermogen en waardevolle grondstoffen iemand beïnvloedde, in hoeveel domeinen of sectoren iemand invloed uitoefende en in hoeverre iemand zijn invloed effectief aanwendde.

## Top 10 van 2018
| rang | persoon                      | functie                                                |
| ---- | ---------------------------- | ------------------------------------------------------ |
| 1    | Xi Jinping                   | president van China                                    |
| 2    | Vladimir Poetin              | president van Rusland                                  |
| 3    | Donald Trump                 | president van de Verenigde Staten                      |
| 4    | Angela Merkel                | bondskanselier van Duitsland                           |
| 5    | Jeff Bezos                   | oprichter en voorzitter van Amazon                     |
| 6    | Paus Franciscus              | paus                                                   |
| 7    | Bill Gates                   | mede-voorzitter van de Bill & Melinda Gates Foundation |
| 8    | Mohammad bin Salman al-Saoed | kroonprins van Saoedi-Arabië                           |
| 9    | Narendra Modi                | premier van India                                      |
| 10   | Larry Page                   | medeoprichter van Google                               |

## Machtigste persoon van elk jaar
| jaar      | machtigste persoon | functie                           |
| --------- | ------------------ | --------------------------------- |
| 2018      | Xi Jinping         | president van China               |
| 2013–2016 | Vladimir Poetin    | president van Rusland             |
| 2011–2012 | Barack Obama       | president van de Verenigde Staten |
| 2010      | Hu Jintao          | president van China               |
| 2009      | Barack Obama       | president van de Verenigde Staten |